# Mustard Plug
Mustard Plug – amerykański zespół ska z Grand Rapids w Michigan. Zespół założony w roku 1991 przez Dave’a Kirchgessnera, Mike’a McKendricka, Colina Clive i Anthony’ego Vilcheza. Zespół regularnie koncertuje w USA, Europie, Japonii i w Ameryce Południowej. Uczestniczyli w Warped Tour i w Ska Against Racism.

## Członkowie zespołu

### Obecni
- Dave Kirchgessner (wokal),
- Brandon Jenison (trąbka),
- Jim Hofer (puzon),
- Nate Cohn (perkusja),
- Colin Clive (gitara, wokal),
- Rick Johnson (gitara basowa).

### Byli
- Bleu VanDyke
- Ambrose Nzams
- Mark Petz
- Craig DeYoung
- Nick Varano
- Bob Engelsman
- Kevin Dixon

## Albumy
| Rok  | Tytuł                   | Wytwórnia                                       |
| ---- | ----------------------- | ----------------------------------------------- |
| 1992 | Skapocalypse Now!       | Dashiki Clout                                   |
| 1993 | Big Daddy Multitude     | Moon Ska Records -CD / Asbestos Records – Vinyl |
| 1997 | Evildoers Beware!       | Hopeless Records                                |
| 1999 | Pray for Mojo           | Hopeless Records                                |
| 2002 | Yellow #5               | Hopeless Records                                |
| 2005 | Masterpieces: 1991–2002 | Hopeless Records                                |
| 2007 | In Black and White      | Hopeless Records                                |
| 2014 | Can't Contain It        | No Idea Records                                 |